# Mohamed Berrada (écrivain)
Pour les articles homonymes, voir Mohamed Berrada (homonymie) et Berrada.
Mohamed Berrada (ar) محمد برادة, né en 1938 à Rabat, est un romancier, critique littéraire et traducteur marocain arabophone. Il est considéré comme le chef de file du roman moderne marocain.
De 1976 à 1983, il est président de l’Union des écrivains marocains. Il enseigne la littérature arabe à la faculté des lettres de l'université Mohammed-V de Rabat. Il est membre du Conseil scientifique du magazine Prologue, Revue maghrébine du livre.
Mohamed Berrada a appartenu au courant Attajrib, un courant littéraire qui expérimente de nouvelles techniques d’écriture (en derija, attajrib signifie expérimentation). Le texte néglige l’intrigue romanesque et s’écrit par tableaux, scènes, réflexions et portraits. Dans le domaine de la langue, on note un important recours aux dialectes, tel le fassi (dialecte de Fès), ainsi qu'aux jeux de mots et allusions.
Mohamed Berrada est marié depuis 1978 avec Leïla Shahid ; elle est ambassadrice de la Palestine auprès de l'Union européenne, de la Belgique et du Luxembourg jusqu'en 2015, année de son départ à la retraite.

## Publications
- Le théâtre au Maroc : tradition, expérimentation et perspectives, Presses universitaires du Septentrion, 1998
- Lumière fuyante, Actes Sud, 1998 : la relation d’un peintre avec deux femmes de génération différentes, la mère et la fille.

- Le jeu de l’oubli : le récit d’un intellectuel sur sa vie, de l’enfance à l’âge adulte dans le Maroc du milieu du XXe siècle, Actes Sud, 1993
- Comme un été qui ne reviendra pas : souvenirs d'étudiant pendant l'été 1956 au Caire, Actes Sud, 2001
- Vies voisines, traduction de l’arabe de Mathilde Chèvre avec Mohamed Khounche, Arles, Sindbad/Actes Sud, 2013, 192 p.  (ISBN 9782330014933)
- Dirāsāt fī al-qiṣṣah al-ʻArabiyah : Waqāʼiʻ nadwat Miknās, Bayrūt : Muʼassasat al-Abḥāth al-ʻArabiyah, 1986
- Imraʼat al-nisyān : riwāyah, Casablanca, Nashr al-Fanak, 2001
- Faḍāʼāt riwāʼīyah, Rabat, Wizārat al-Thaqāfah, 2003
- Siyāqāt thaqāfīyah : mawāqif, mudākhalāt, marāfi, Rabat, Wizārat al-Thaqāfah, 2003
- Loin du vacarme, éditions le Fennec, Casablanca, 2014. Traduction française de Mathilde Chèvre avec Mohamed Khounche, Actes sud, 2019  (ISBN 978-2-330-11799-3)
- Roses et cendres, correspondance avec Mohamed Choukri (" Ward wa-ramad : rasa'il"), trad. de Mohamed Hmoudane, Marrackech, Editions Les infréquentables, 2021, 164 p.  (ISBN 978-9954-599-23-5)